# Фортуна (Північна Дакота)

Розташування міста на мапі округу Дівайд

Фортуна (англ. Fortuna) — місто (англ. city) в США, в окрузі Дівайд штату Північна Дакота. Населення — 30 осіб (2020), чисельність населення становила 22 особи.
Фортуна розташоване за 35 км на захід від столиці округу Дівайд, міста Кросбі.

## Географія
Фортуна розташована за координатами 48°54′35″ пн. ш. 103°46′44″ зх. д. / 48.90972° пн. ш. 103.77889° зх. д. (48.909712, -103.778874).  За даними Бюро перепису населення США в 2010 році місто мало площу 2,62 км², з яких 2,59 км² — суходіл та 0,03 км² — водойми.

### Клімат
Місто знаходиться у зоні, котра характеризується вологим континентальним кліматом з теплим літом. Найтепліший місяць — липень із середньою температурою 19.5 °C (67.1 °F). Найхолодніший місяць — січень, із середньою температурою -14.6 °С (5.8 °F).
| Клімат Фортуни          | Клімат Фортуни | Клімат Фортуни | Клімат Фортуни | Клімат Фортуни | Клімат Фортуни | Клімат Фортуни | Клімат Фортуни | Клімат Фортуни | Клімат Фортуни | Клімат Фортуни | Клімат Фортуни | Клімат Фортуни | Клімат Фортуни |
| Показник                | Січ.           | Лют.           | Бер.           | Квіт.          | Трав.          | Черв.          | Лип.           | Серп.          | Вер.           | Жовт.          | Лист.          | Груд.          | Рік            |
| Абсолютний максимум, °C | 9,4            | 17,8           | 23,3           | 32,2           | 37,8           | 39,4           | 41,1           | 40,6           | 38,9           | 32,8           | 22,8           | 11,7           | 41,1           |
| Середній максимум, °C   | −9,1           | −5,7           | 1,5            | 11,4           | 18,4           | 23,1           | 26,9           | 26,4           | 20,2           | 12,4           | 1,5            | −6,4           | 10,1           |
| Середня температура, °C | −14,6          | −11,2          | −4,2           | 4,6            | 11,3           | 16,2           | 19,5           | 18,6           | 12,5           | 5,4            | −4             | −11,8          | 3,6            |
| Середній мінімум, °C    | −20            | −16,6          | −9,8           | −2,2           | 4,2            | 9,4            | 12,1           | 10,7           | 4,8            | −1,7           | −9,6           | −17,1          | −2,9           |
| Абсолютний мінімум, °C  | −42,2          | −39,4          | −33,3          | −23,9          | −10            | −2,2           | 3,3            | −0,6           | −7,2           | −20,6          | −32,2          | −42,8          | −42,8          |
| Норма опадів, мм        | 14             | 10             | 18             | 26             | 51             | 74             | 62             | 43             | 30             | 24             | 9              | 12             | 371            |
| Днів з опадами          | 3              | 2              | 3              | 4              | 7              | 9              | 7              | 6              | 5              | 3              | 2              | 3              | 54             |
| ----------------------- | -------------- | -------------- | -------------- | -------------- | -------------- | -------------- | -------------- | -------------- | -------------- | -------------- | -------------- | -------------- | -------------- |
| Джерело: Weatherbase    |                |                |                |                |                |                |                |                |                |                |                |                |                |

## Демографія
Згідно з переписом 2010 року, у місті мешкали 22 особи в 14 домогосподарствах у складі 3 родин. Густота населення становила 8 осіб/км².  Було 26 помешкань (10/км²).
Расовий склад населення:
| - 95,5 % — білих |

До двох чи більше рас належало 4,5 %. Частка іспаномовних становила 4,5 % від усіх жителів.
За віковим діапазоном населення розподілялося таким чином: 18,2 % — особи молодші 18 років, 63,6 % — особи у віці 18—64 років, 18,2 % — особи у віці 65 років та старші. Медіана віку мешканця становила 50,5 року. На 100 осіб жіночої статі у місті припадало 120,0 чоловіків;  на 100 жінок у віці від 18 років та старших — 125,0 чоловіків також старших 18 років.
Цивільне працевлаштоване населення становило 20 осіб. Основні галузі зайнятості: сільське господарство, лісництво, риболовля — 40,0 %, мистецтво, розваги та відпочинок — 30,0 %, транспорт — 10,0 %, освіта, охорона здоров'я та соціальна допомога — 10,0 %.